# 漢彌爾頓·史密斯

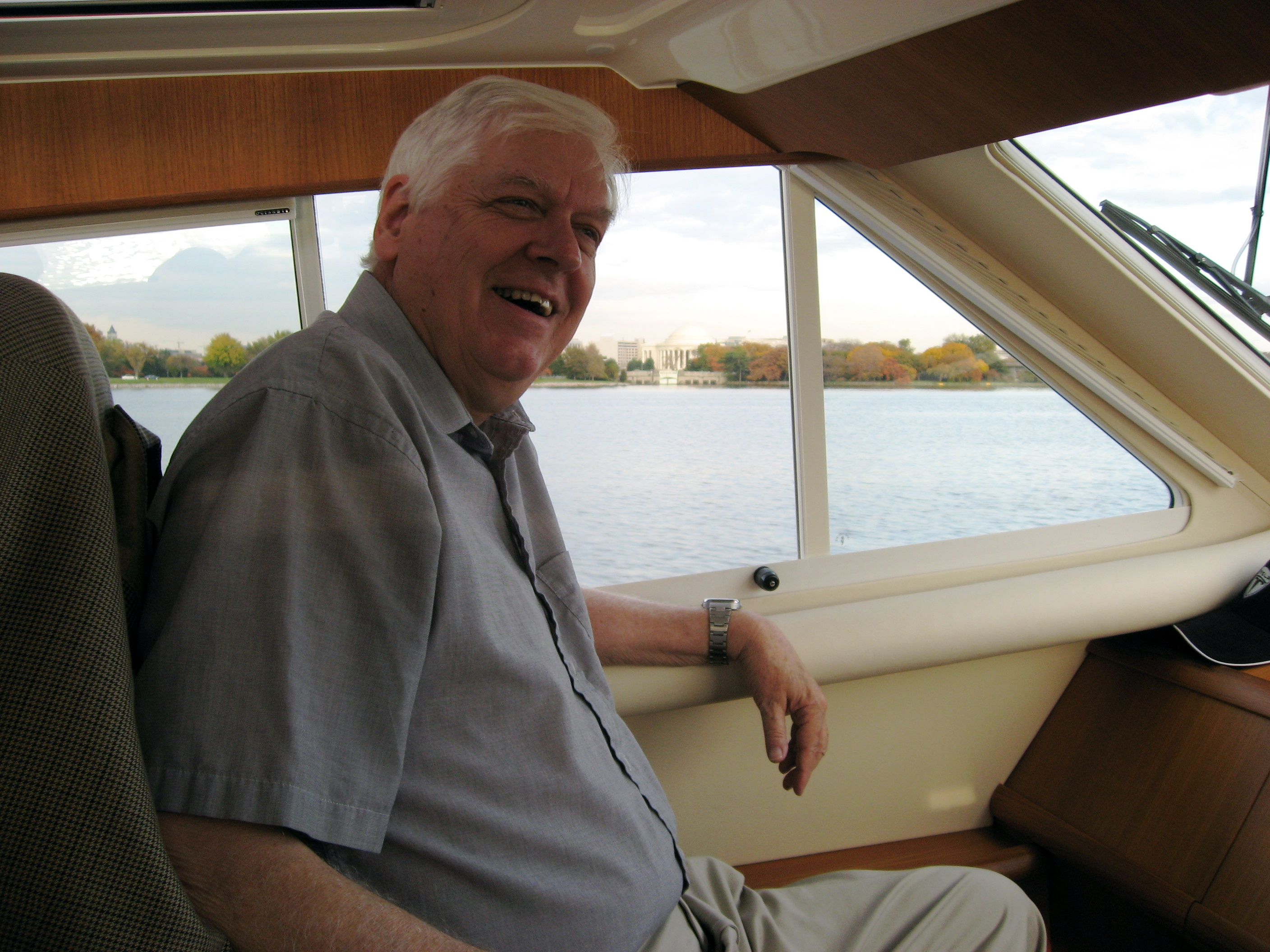
漢彌爾頓·史密斯

漢彌爾頓·奧塞內爾·史密斯（英語：Hamilton Othanel Smith，1931年8月23日—），美國微生物學家。因1970年代在約翰·霍普金斯大學發現限制性内切酶而與丹尼爾·那森斯、沃納·亞伯共因獲得1978年諾貝爾生理學或醫學獎。之後曾參與細菌及人類基因組的研究。

## 外部連結
- autobiography （页面存档备份，存于）